# 市塵
『市塵』（しじん）は、藤沢周平の長編時代小説。新井白石が主人公。第40回芸術選奨文部大臣賞受賞作。
1988年に講談社で刊行。のち講談社文庫 （上下、改版2005年）、『藤沢周平全集 第22巻』（文藝春秋）、新潮文庫（上下、2022年）で再刊。

## あらすじ
江戸中期、甲府藩侍講であった儒学者新井白石は、主君・徳川綱豊（のち徳川家宣）が6代目将軍となり、その最側近として正徳の治の事実上の主導者として幕政の桧舞台に立った。
貨幣改鋳、朝鮮通信使待遇問題、徳川家継の保育問題、密航した宣教師シドッチの取調べなどに関わり、家宣のあまりに早い病没、その子家継の幼少での死去と共に、全ての政治的実権をなくし失脚、再び市中の人として学者に戻り生を全うするまでを描いた作品。

## 登場人物
- 新井白石（儒学者、将軍家政治顧問）

幕府関係者
- 徳川家宣（6代将軍）
- 間部詮房（側用人、老中格）
- 徳川家継（7代将軍）
- 間部詮言（小姓）
- 間部詮之（小姓）
- 村上正直（小姓）
- 戸田忠利（甲府藩家老。のち幕府側用人）
- 井上正長（甲府藩家老。のち寺社奉行）
- 小出有仍（甲府藩家老。側衆）
- 萩原美雅（勘定吟味役）
- 土屋利直（久留里藩主）
- 天英院（家宣の正室）
- 月光院（家宣の側室。家継生母）

学者
- 林大学頭（反白石の御用学者）
- 木下順庵（白石の師匠）
- 雨森芳洲（対馬藩外交官）
- 室鳩巣（朱子学者、のち徳川吉宗の政策に参与する）

幕閣首脳
- 土屋政直（老中）
- 阿部正喬（老中）
- 井上正岑（老中）
- 久世重之（老中）
- 秋元喬知（老中）
- 戸田忠真（老中）
- 荻原重秀（勘定奉行）
- 横田由松（大目付）
- 柳沢信尹（宗門奉行）

異人
- シドッチ（密航したイタリアの宣教師）